# ۱۳۱۸ (میلادی)
۱۳۱۸ (میلادی) هزار و سیصد  و هجدهمین سال تقویم میلادی است.

## درگذشتگان
‎